# Телье, Сильвия
Сильвия Телье (родилась 28 мая 1978 г. в Нант) — мисс Франция 2002, участвовала в конкурсе Мисс Европа.

## Биография

### Юность
До того как стать Мисс Францией 2002, Сильвия Телье училась на адвоката в Институте правовых исследований в городе Лион, она получила степень доктор права.

### Участие в конкурсе Мисс Франция 2002
- Она является Мисс Вандее 1997[1][2][3]
- На этом конкурсе она была под титулом Мисс Лион 2001[4].
- После её победы в конкурсе Мисс Франция 2002, что для города Лиона стало праздником, прошедшем 8 декабря 2001 и который был показан по каналу TF1 (телеканал имеет аудиторию 12 млн зрителей).

Участницы получившие призовые места:
- 1-вице мисс: Сандра Биссон (Мисс Гваделупа)
- 2-вице мисс Луиза Прието (Мисс Лазурный Берег)
- 3-вице мисс Эммануэль Жагодсински (Мисс Артуа-Эно)
- 4-вице мисс: Сара Тиллард (Мисс Нормандия)
- 5-вице мисс Райтер Селин (Мисс Аквитания)
- 6-вице мисс: Рэйса Ло-Ван (Мисс Реюньон)

## После конкурса Мисс Франция
В июне 2004 года она участвовала в ралли Париж-Монако в течение 5 дней. Кроме неё в гонках участвовала Салли Пайк Вудворд.
После нескольких дней в звании Мисс Франция Сильвия становится телеведущей на Match TV.
Сильвия - автор книги "Нет компромиссам", в которой присутствует интервью с Женевьев де Фонтане, опубликованной издательством Мишель Лафон 27 мая 2005.
Сильвия вышла замуж 23 июня 2007 за Камиля Ле Пэна. Их сын Оскар родился 16 января 2010.
В апреле 2010 года Сильвия отрицает все обвинения Женевьев де Фонтанэ в эфире телеканала, где она выступала в качестве пресс-секретаря компании Endemol. Её порнографические фотографии опубликованы в журнале "Интервью", что против правил конкурса мисс Франция.